# San Jacinto, Aguascalientes
San Jacinto är en ort i Mexiko.   Den ligger i kommunen Rincón de Romos och delstaten Aguascalientes, i den centrala delen av landet, 500 km nordväst om huvudstaden Mexico City. San Jacinto ligger 1 949 meter över havet och antalet invånare är 2 356.
Terrängen runt San Jacinto är huvudsakligen platt, men västerut är den kuperad. Runt San Jacinto är det ganska tätbefolkat, med 116 invånare per kvadratkilometer. Närmaste större samhälle är San Pedro Piedra Gorda, 16,1 km nordväst om San Jacinto. Omgivningarna runt San Jacinto är i huvudsak ett öppet busklandskap.